# Frontière entre l'Île-du-Prince-Édouard et le Québec
La frontière entre l'Île-du-Prince-Édouard et le Québec est un segment de frontière séparant séparant les provinces canadiennes de l'Île-du-Prince-Édouard du Québec. Selon le gouvernement des deux provinces, le segment de frontière entre l'Île-du-Prince-Édouard et le Québec serait maritime et se situerait entre le segment séparant le Nouveau-Brunswick du Québec et le segment séparant la Nouvelle-Écosse du Québec en suivant la ligne d'équidistance entre les provinces. L'existence de ce segment dépend cependant du statut donné aux eaux du golfe du Saint-Laurent.